# Macropygia macassariensis
La tórtola cuco de Flores (Macropygia macassariensis) es una especie de ave columbiforme de la familia Columbidae encontrada en las islas Célebes, Tanakeke, Selayar y en algunas de las islas menores de la Sonda. Anteriormente era tratada como subespecie de la tórtola cuco grande (Macropygia magna)  pero en la actualidad es considerada una especie separada.

## Subespecies
Se reconocen las siguientes subespecies:
- M. m. macassariensis Wallace, 1865 – en el suroeste de las islas de Célebes, Selayar y Tana Keke;
- M. m. longa Meise, 1930 – en las islas Tanah Jampea y Kalaotoa en las islas menores de la Sonda.